# Лозан Коцев
Лозан Коцев (8 лютого 1911, Софія — 14 червня 1991) — болгарський футболіст і тренер. Був першим болгарином, який виграв чемпіонат іноземної країни, коли в сезоні 1935/36 став чемпіоном Швейцарії у складі команди «Лозанна-Спорт». Тренував національні збірні Судану та Сінгапуру.

## Клубна кар'єра
Народився 8 лютого 1911. Виступав за команди «Борислав» (Софія) та «ФК 13» (Софія). У 1932—1936 роках він вивчав право в Швейцарії і періодично виступав за команду «Лозанна-Спорт». Став чемпіоном Швейцарії в сезоні 1935/36, забивши 4 голи в 5 матчах, а його команда випередила в турнірні таблиці «Янг Фелловз» на три очки. Куцев також є першим болгарином, який зіграв і забив гол у європейському клубному турнірі. Це було в матчах розіграшу Кубка Мітропи 1936 року. В кваліфікаційному раунді Коцев виступав у обох матчах проти «Жіденіце» (Брно) (0:5 і 2:1), відкрив рахунок у другому з них.
Володар Кубка Болгарії (тоді називався Кубок Царя) 1938 року у складі «ФК-13». У фіналі клуб Коцева переміг «Левскі» (Русе) з рахунком 3:0

## Національна команда
Свій єдиний матч за національну збірну Болгарії зіграв 26 травня 1935 року проти збірної Німеччини-Б. Матч завершився перемогою болгарів з рахунком 2:0.

## Тренерська кар'єра
У 1952 році він очолив уоманду ВПС (Софія), вивівши її в групу А, вищий дивізіон чемпіонату Болгарії. Пізніше працював у клубах «Родне криле», «Червене знаме» (Софія) та «Академік» (Софія). З 1960 по 1962 рік очолював «Черно море» (Варна). У 1963 році очолив збірну Судану і з нею дійшов до фіналу Кубка африканських націй. У 1967 році призначений тренером збірної Сінгапуру, ставши першим професійним тренером в її історії. Коцев вивів команду на турнір «Мердека» в Малайзії в 1968 році, але там сінгапурці програли всі три матчі.
У сезоні 1972/73 очолював «Бероє», вивів команду у фінал Кубка Радянської Армії. Пізніше працював у Греції, Нігерії та Ізраїлі та очолював молодіжну збірну Болгарії.

## Статистика виступів

### Статистика виступів в чемпіонаті
Виступи у вищому дивізіоні чемпіонату Швейцарії починаючи з сезону 1933/34.
| Чемпіонат Швейцарії 1935/36 | 6 | 4 | Лозанна |
| Чемпіонат Швейцарії 1936/37 | 1 | 0 | Лозанна |
| РАЗОМ                       | 7 | 4 |         |

### Статистика виступів у Кубку Мітропи
| №                      | Розіграш               | Стадія                 | Дата та місце проведення | Команда 1              | Рахунок | Команда 2       | Голи |
| ---------------------- | ---------------------- | ---------------------- | ------------------------ | ---------------------- | ------- | --------------- | ---- |
| 1                      | 1936                   | кв. раунд              | 7.06.1936 Брно           | Жиденіце (Брно)        | 5:0     | Лозанна         |      |
| 2                      | 1936                   | кв. раунд              | 14.06.1936 Лозанна       | Лозанна                | 2:1     | Жиденіце (Брно) | 15'  |
| Всього у кубку Мітропи | Всього у кубку Мітропи | Всього у кубку Мітропи | Всього у кубку Мітропи   | Всього у кубку Мітропи | 2       |                 | 1    |